# (12810) Okumiomote
(12810) Okumiomote es un asteroide perteneciente al cinturón de asteroides descubierto por Kazuro Watanabe y Kin Endate desde el Observatorio de Kitami, Japón, el 17 de enero de 1996.

## Designación y nombre
Okumiomote se designó al principio como 1996 BV.
Más adelante, en 2008, fue nombrado por las ruinas de Okumiomote, en Japón.

## Características orbitales
Okumiomote orbita a una distancia media de 2,582 ua del Sol, pudiendo acercarse hasta 1,974 ua y alejarse hasta 3,19 ua. Su excentricidad es 0,2354 y la inclinación orbital 14,1 grados. Emplea 1516 días en completar una órbita alrededor del Sol. El movimiento de Okumiomote sobre el fondo estelar es de 0,2375 grados por día.

## Características físicas
La magnitud absoluta de Okumiomote es 14,2.